# Oberamt Neresheim

Karte der württembergischen Oberämter, Stand 1926

Das Oberamt Neresheim war ein Verwaltungsbezirk im östlichen Württemberg (auf beigefügter Karte #37), der 1934 in Kreis Neresheim umbenannt wurde. Bei der Kreisreform 1938 kamen der größere Teil zum Landkreis Aalen (seit 1973 Teil des Ostalbkreises) und die südlichsten Gemeinden zum Landkreis Heidenheim. Allgemeine Bemerkungen zu den württembergischen Oberämtern siehe Oberamt (Württemberg).

## Geschichte

Oberamt Neresheim, Gebietsstand 1813, mit den früheren Herrschaftsgebieten:
Fürstentum Oettingen-Wallerstein
Fürstentum Thurn und Taxis
Fürstpropstei Ellwangen und Reichsabtei Neresheim
Reichsstädte Bopfingen und Nördlingen
Deutscher Orden

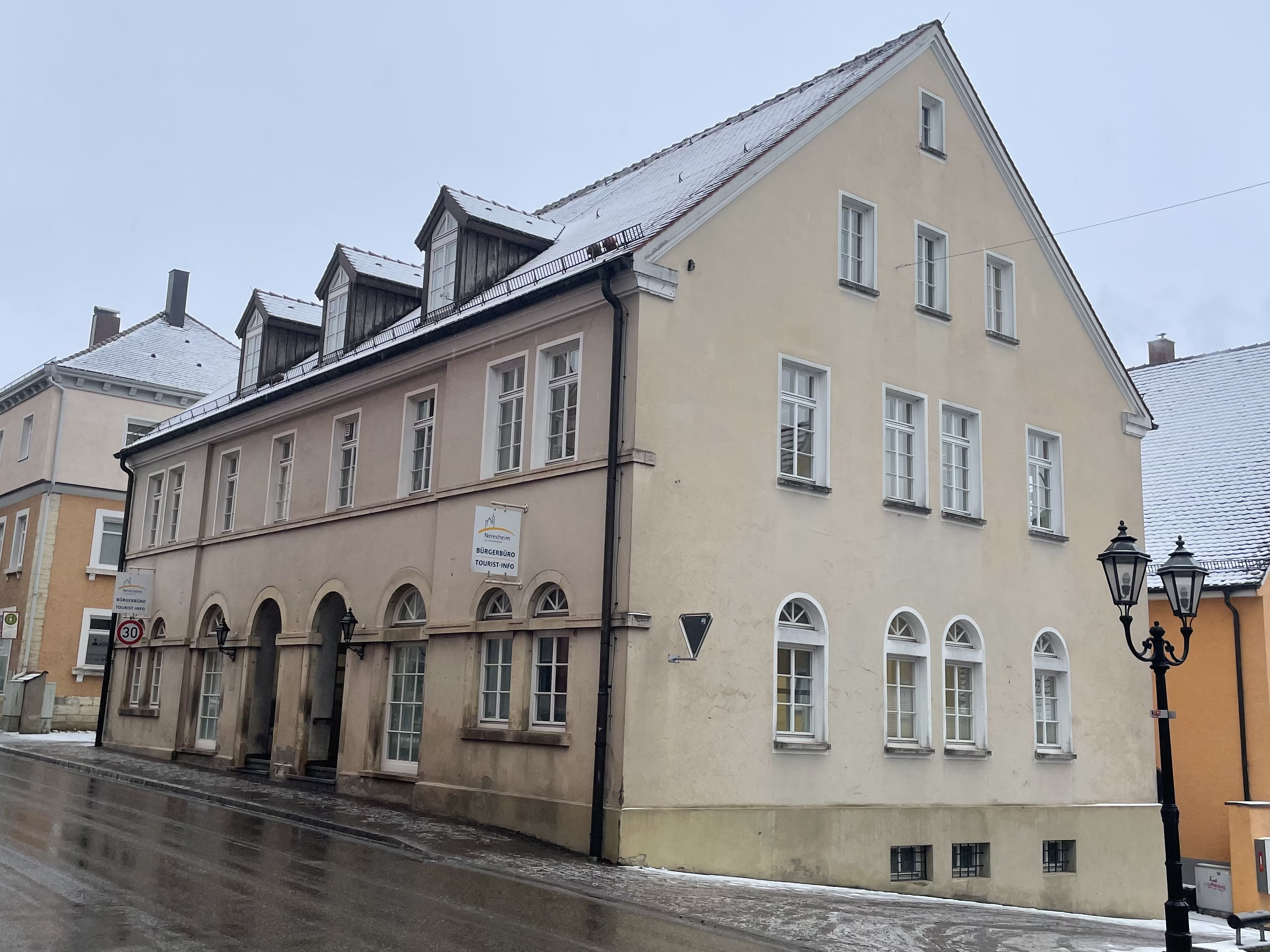
Das ehemalige Oberamtsgebäude in Neresheim, heute Touristinfo und Bürgerbüro der Stadt Neresheim

Das 1810 gebildete Oberamt Neresheim bestand größtenteils aus Gebieten, die zwischen 1803 und 1806 unter bayerische Hoheit gelangt waren. Auf der Basis des Pariser Vertrags vom 28. Februar 1810 zwischen Frankreich und Bayern, der eine Verständigung über Gebietsarrondierungen zum Gegenstand hatte, wurden diese Gebiete im Grenzvertrag zwischen dem Königreich Bayern und dem Königreich Württemberg vom 18. Mai 1810 an Württemberg abgetreten. Nachbarn des von 1818 bis 1924 dem Jagstkreis zugeordneten Bezirks waren die württembergischen Oberämter Ellwangen, Heidenheim, Aalen sowie die bayerischen Bezirksämter Nördlingen und Dillingen.

### Ehemalige Herrschaften
1813, nach Abschluss der Gebietsreform, setzte sich der Bezirk aus Bestandteilen zusammen, die im Jahr 1800 zu folgenden Herrschaften gehört hatten:
- Fürst von Oettingen-Wallerstein
Zum Oberamt Neresheim gehörten ganz oder größtenteils die Stadt Neresheim, Dorfmerkingen, Kösingen, Ohmenheim, Riffingen, Flochberg mit Dorfen und Härtsfeldhausen. Zum Oberamt Wallerstein: Dirgenheim, Pflaumloch, Utzmemmingen. Aus dem Erbe der 1798 erloschenen Linie Oettingen-Baldern stammten Aufhausen, Baldern, Kerkingen, Röttingen und das Pflegamt Katzenstein mit Frickingen, Hofen und einem Teil von Dunstelkingen. Unter oettingischer Landeshoheit stand auch das Kloster Kirchheim. In Trochtelfingen, wo eine Vielzahl von Grundherren begütert war, übte Oettingen die Dorfherrschaft aus; der Gemeinde stand ein gewisses Selbstverwaltungsrecht zu.
- Fürst von Thurn und Taxis
Mit der Herrschaft Eglingen erwarb der Fürst 1723 Sitz und Stimme im Schwäbischen Reichskreis. Bis Ende des 18. Jahrhunderts kamen die Herrschaften Duttenstein-Demmingen, Dischingen-Trugenhofen, Ballmertshofen und ein Teil von Dunstelkingen hinzu.
- Fürstpropstei Ellwangen: Simmisweiler, Bernlohe, Beuren (teilweise).
- Reichsstadt Bopfingen: Bopfingen, Oberdorf (zum großen Teil).
- Reichsstadt Nördlingen: Goldburghausen, Schweindorf, Itzlingen (zum großen Teil).
- Reichsabtei Neresheim: Dorf Neresheim, Auernheim, Ebnat, Elchingen, Groß- und Kleinkuchen.
- Deutscher Orden, Oberamt Ellingen (bis 1789 Kommende Kapfenburg): Waldhausen, Arlesberg, Beuren (teilweise), Brastelburg, Geiselwang, Hülen, Hohenlohe, Michelfeld.

Über kleinere Anteile, bis herunter zu einzelnen Gütern und Untertanen, verfügten weitere Herrschaften: Pfalz-Neuburg, Ansbach, die Klöster Kaisheim und Maria Medingen, die Johanniterkommende Kleinerdlingen, das Amt Oettingen des Deutschen Ordens und auch das Herzogtum Württemberg, dessen Besitz auf die Klöster Anhausen und Herbrechtingen zurückging.

## Gemeinden

### Einwohnerzahlen 1871
Folgende Gemeinden waren 1872 dem Oberamt Neresheim unterstellt:
| frühere Gemeinde | Einwohnerzahl 1871 | Einwohnerzahl 1871 | Einwohnerzahl 1871 | Einwohnerzahl 1871 | heutige Gemeinde        |
| frühere Gemeinde | kathol.            | evangel.           | jüd.               | gesamt             | heutige Gemeinde        |
| ---------------- | ------------------ | ------------------ | ------------------ | ------------------ | ----------------------- |
| Neresheim, Stadt | 1039               | 86                 | 8                  | 1133               | Neresheim               |
| Auernheim        | 524                | 7                  | 0                  | 531                | Nattheim                |
| Aufhausen        | 559                | 37                 | 162                | 758                | Bopfingen               |
| Baldern          | 611                | 5                  | 0                  | 616                | Bopfingen               |
| Ballmertshofen   | 335                | 4                  | 0                  | 339                | Dischingen              |
| Bopfingen        | 119                | 1413               | 3                  | 1550               | Bopfingen               |
| Demmingen        | 442                | 0                  | 1                  | 443                | Dischingen              |
| Dirgenheim       | 193                | 0                  | 0                  | 193                | Kirchheim am Ries       |
| Dischingen       | 1017               | 28                 | 0                  | 1045               | Dischingen              |
| Dorfmerkingen    | 832                | 0                  | 0                  | 832                | Neresheim               |
| Dunstelkingen    | 548                | 2                  | 0                  | 550                | Dischingen              |
| Ebnat            | 997                | 9                  | 0                  | 1106               | Aalen                   |
| Eglingen         | 672                | 5                  | 0                  | 677                | Dischingen              |
| Elchingen        | 701                | 5                  | 0                  | 706                | Neresheim               |
| Flochberg        | 419                | 32                 | 0                  | 451                | Bopfingen               |
| Frickingen       | 531                | 1                  | 0                  | 532                | Dischingen              |
| Goldburghausen   | 3                  | 317                | 0                  | 320                | Riesbürg                |
| Großkuchen       | 689                | 4                  | 0                  | 693                | Heidenheim an der Brenz |
| Hülen            | 375                | 28                 | 0                  | 403                | Lauchheim               |
| Kerkingen        | 638                | 3                  | 0                  | 641                | Bopfingen               |
| Kirchheim        | 441                | 404                | 0                  | 845                | Kirchheim am Ries       |
| Kösingen         | 438                | 2                  | 0                  | 440                | Neresheim               |
| Schloß Neresheim | 117                | 17                 | 0                  | 134                | Neresheim               |
| Oberdorf         | 70                 | 729                | 351                | 1159               | Bopfingen               |
| Ohmenheim        | 720                | 5                  | 0                  | 725                | Neresheim               |
| Pflaumloch       | 185                | 171                | 125                | 481                | Riesbürg                |
| Röttingen        | 520                | 0                  | 0                  | 520                | Lauchheim               |
| Schloßberg       | 539                | 11                 | 0                  | 550                | Bopfingen               |
| Schweindorf      | 1                  | 347                | 0                  | 348                | Neresheim               |
| Trochtelfingen   | 29                 | 834                | 0                  | 863                | Bopfingen               |
| Trugenhofen      | 239                | 0                  | 0                  | 239                | Dischingen              |
| Unter-Riffingen  | 476                | 3                  | 0                  | 479                | Bopfingen               |
| Utzmemmingen     | 574                | 25                 | 0                  | 599                | Riesbürg                |
| Waldhausen       | 823                | 3                  | 0                  | 826                | Aalen                   |
| Summe            | 16528              | 4537               | 650                | 21727              |                         |

### Änderungen im Gemeindebestand seit 1813

Gemeinden und Markungen um 1860

Nachdem die Verfassung von 1819 die Grundlage für die kommunale Selbstverwaltung bereitet hatte, konstituierten sich die Gemeinden im modernen Sinne. Flochberg wurde 1820 zur selbständigen Gemeinde erhoben, Hülen folgte 1823. Auch Dehlingen erlangte die Eigenständigkeit, wurde aber bereits 1825 wieder nach Ohmenheim eingegliedert.
Bis 1828 wurden Stetten von Auernheim nach Neresheim sowie Affalterwang von Waldhausen nach Ebnat umgemeindet, um 1830 die Kahlhöfe von Baldern nach Röttingen.
1833 wurde Unterriffingen (mit Oberriffingen) von Dorfmerkingen getrennt und zur selbständigen Gemeinde erhoben, die 1837 um Michelfeld (zuvor bei Waldhausen) vergrößert wurde.
1842 wurde Dirgenheim, das bis 1829 zu Kerkingen, dann zu Kirchheim gehört hatte, zur selbständigen Gemeinde erhoben.
1847 wurden Säg- und Steinmühle von Auernheim nach Neresheim Dorf umgemeindet.
1850 wurde Schloßberg von Flochberg getrennt und zur selbständigen Gemeinde erhoben.
1851 wurde Pflaumloch von Goldburghausen getrennt und zur selbständigen Gemeinde erhoben.
1853 wurde Trugenhofen von Ballmertshofen getrennt und zur selbständigen Gemeinde erhoben.
1891 wurde die Gemarkung des abgegangenen Weihnachtshofs von Frickingen nach Kösingen umgemeindet.
1892 wurde Neresheim Dorf nach Neresheim (Stadt) eingemeindet.
1932 wurde Berg von Baldern nach Lippach (Oberamt Ellwangen) umgemeindet.
1933 wurden Hohenberg und Neubau von Unterkochen (Oberamt Aalen) nach Waldhausen umgemeindet.
1935 wurde Michelfeld von Unterriffingen nach Aufhausen umgemeindet.

## Amtsvorsteher
- 1810–1811: Heinrich Aaron Spittler
- 1811–1819: Joseph Diemer
- 1819–1833: Friedrich Ovelog
- 1833–1850: Conrad Christoph Preu
- 1851–1858: Ludwig Adolph Friedrich Müller
- 1858–1865: Rentschler
- 1865–1870: Max Ferdinand Constantin Schüßler
- 1870–1877: Julius Leipprand
- 1877–1885: Paul Schickhardt
- 1885–1887: Joseph Stamer
- 1888–1892: Wilhelm Lang
- 1892–1894: Eduard Quintenz
- 1894–1899: Josef Baur
- 1899–1904: Julius Schlaich
- 1904–1911: Karl Weihenmaier
- 1911–1916: Karl Knapp
- 1916–1919: Emil Schmid
- 1920–1921: Paul Hofmeister
- 1921–1928: Artur Fiederer
- 1929–1934: Hermann Bareth
- 1934–1938: Wilhelm Reich